# Pseudochthonius insularis
Pseudochthonius insularis är en spindeldjursart som beskrevs av Chamberlin 1929. Pseudochthonius insularis ingår i släktet Pseudochthonius och familjen käkklokrypare. Inga underarter finns listade i Catalogue of Life.